# Antarctica
Antarctica – ścieżka dźwiękowa do filmu Koreyoshi Kurahary Nankyoku Monogatari (znanego też jako Antarctica), autorstwa Vangelisa, wydana w 1983 r.

## Lista utworów
1. Theme from Antarctica (7:29)
2. Antarctica Echoes (5:58)
3. Kinematic (3:50)
4. Song of White (5:17)
5. Life of Antarctica (5:59)
6. Memory of Antarctica (5:30)
7. Other Side of Antarctica (6:56)
8. Deliverance (4:30)

Całość skomponowana, zagrana i wyprodukowana przez Vangelisa.